# Dmitri Konstantinov
Dmitri Olegovitch Konstantinov (en russe : Дмитрий Олегович Константинов) est un joueur russe de volley-ball né le 23 mai 1994. Il mesure 2,08 m et joue attaquant.

## Clubs
| Club                    | De        | À   |
| ----------------------- | --------- | --- |
| Gazprom-Iourga Sourgout | 2011-2012 | ... |

## Palmarès
Néant.